# محسن انصاری
محسن انصاری سرتیپ پاسدار فرماندهی انتظامی جمهوری اسلامی ایران است، که در فاصله سال‌های ۱۳۸۴ تا ۱۳۹۶ به‌عنوان قائم‌مقام بنیاد شهید و امور ایثارگران فعالیت می‌کرد. وی هم‌اکنون مشاور فرمانده کل انتظامی است.
وی فعالیت نظامی را در خلال جنگ ایران و عراق در سپاه پاسداران انقلاب اسلامی آغاز کرد و مراتب فرماندهی را در نیروی هوایی سپاه پاسداران طی نمود و در اواخر دهه ۱۳۶۰ تا سال ۱۳۶۹ جانشین فرمانده نیروی هوایی سپاه پاسداران بود. انصاری در اواسط دهه ۱۳۷۰ به نیروی انتظامی منتقل شد، از ۱۳۷۵ تا ۱۳۸۰ جانشین فرمانده نیروی انتظامی بود، از ۱۳۷۸ تا ۱۳۸۰ با حفظ سمت فرماندهی انتظامی تهران بزرگ را برعهده داشت و از ۱۳۸۱ تا ۱۳۸۴ به‌عنوان معاون راهنمایی و رانندگی نیروی انتظامی فعالیت می‌کرد.